# LeBron James
LeBron Raymone James, född 30 december 1984 i Akron i Ohio, kallad bland annat The King, King James och The Chosen One, är en amerikansk basketspelare (small forward) i NBA-laget Los Angeles Lakers. Han har blivit utsedd till MVP fyra gånger, vunnit NBA mästerskapet fyra gånger och har då, alla fyra gångerna, blivit utsedd till NBA Finals MVP. LeBron anses av många som en av de bästa spelarna någonsin i NBA, av vissa till och med den allra bästa.
Han tog för USA guld i OS 2008 i Peking och i OS 2012 i London. Detta var USA:s trettonde basketguld i olympiska sommarspelen.
LeBron James startade sin basketkarriär i high school genom att leda The Fighting Irish till tre titlar på fyra år. James spelade point guard och noterades under sin high school-karriär för 2 657 poäng, 892 returer och 523 assister. Han draftades som etta i NBA:s draft 2003 och gick direkt från high school till NBA 

## NBA-karriär

### Cleveland Cavaliers (2003–2010)

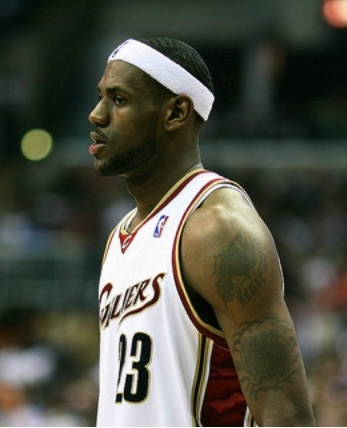
LeBron James 2006.

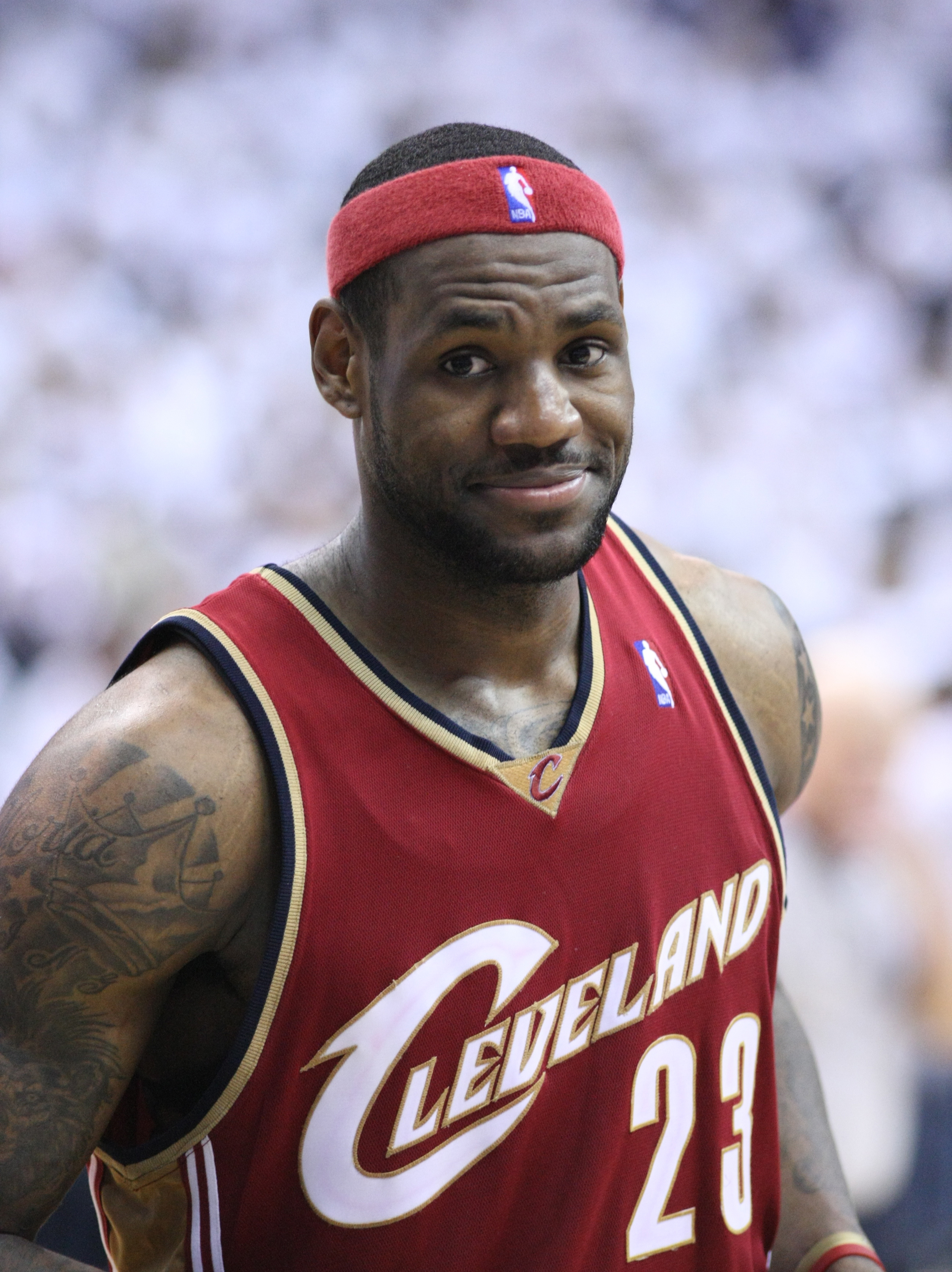
LeBron James 2008.

#### Säsongen 2003–04
I sin första NBA-match, mot Sacramento Kings, noterades LeBron James för 25 poäng, 9 assist, 6 returer och 4 steals. Totalt i matchen satte LeBron James imponerande 60 procent av sina skottförsök.
LeBron James blev som 18-åring den yngste spelaren någonsin att göra 40 poäng i en NBA-match. Efter sin makalösa rookiesäsong blev han utnämnd till NBA Rookie of the Year före bland andra Dwyane Wade och Carmelo Anthony. James lag, Cleveland Cavaliers, avslutade säsongen med en segerstatistik på 35-47 och missade därmed slutspel.

#### Säsongen 2004–05
Under sin andra NBA-säsong blev LeBron James för första gången uttagen till att få spela NBA All-Star Game i Denver, Colorado. Där stod han för 14 poäng, 6 assist och tog 8 returer. Hans East All-Stars besegrade West All-Star med 125-115.
Under säsongen blev James bland annat den yngste spelaren någonsin att sätta 50 poäng under en match. Han avslutade säsongen med ett snitt på 27,2 poäng; 7,2 assist; 7,4 returer och 2,2 steals per match. Även detta år missade laget slutspelet.

#### Säsongen 2005–06
Under LeBron James tredje säsong blev han för andra gången uttagen till All-Star-matchen, som detta år spelades i Houston i Texas. James ledde Eastern All-Stars till andra raka segern, 122-120, genom att stå för 29 poäng, 6 returer och 2 assist. Efter denna prestation blev James som yngste spelare någonsin, 21 år gammal, utsedd till All-Star-matchens viktigaste spelare.
Under säsongen lyckades LeBron göra 35 poäng eller mer i 9 raka matcher, vilket bara Michael Jordan och Kobe Bryant lyckats med tidigare. Totalt under säsongen snittade LeBron 31,4 poäng; 7,0 returer och 6,6 assister per match. Genom denna prestation blev King James den yngste spelaren någonsin att snitta mer än 30 poäng under en säsong.
För första gången sedan 1998 lyckades Cleveland kvalificera sig till slutspel. I sin slutspelsdebut mot Washington Wizards lyckades James med en triple-double genom att göra 32 poäng, 11 assist och ta 11 returer. Genom detta blev LeBron den tredje spelaren genom tiderna, efter Johnny McCarthy och Magic Johnson, som lyckats göra en triple-double i sin första slutspelsmatch. Cleveland vann till slut matchen med 97-86.
I den tredje matchen gjorde James 41 poäng. Totalt under matchserien snittade han 35,7 poäng och var den största anledningen till att Cavaliers gick vidare till andra omgången efter en matchserie som de vann med 4-2. I den andra rundan av slutspelet förlorade Cleveland i 7 matcher (4-3) mot de regerande conference-mästarna Detroit Pistons. Totalt under slutspelet snittade James 30,8 poäng, 8,1 returer och 5,8 assist. Under säsongen var han en stark kandidat till utmärkelsen som mest värdefulle spelare, men fick se sig slagen av Phoenix Suns Steve Nash.

#### Säsongen 2006–07
Under LeBron James fjärde säsong i NBA blev han för tredje gången i rad uttagen till All-Star-matchen. Han spelade 32 minuter (mer än någon annan i den matchen) och noterades för 28 poäng, 6 returer och 6 assists. Under säsongen lyckades Cavaliers tangera sitt tidigare vinstrekord med 50 segrar av 82 möjliga. Detta gav en andraplacering i Eastern Conference.
Under grundseriespelet snittade James 27,3 poäng; 6,7 returer; 6,0 assist och 1,6 steals per match. Hans bästa månad var mars, då han snittade hela 30,3 poäng; 7,0 assist och 6,7 returer och ledde Cleveland till en segersvit på 11-5. Under slutet av säsongen anslöt James till legendaren Oscar Robertson att snitta över 27 poäng, 6 assist och 6 returer under tre raka säsonger.
I första rundan av slutspelet ställdes Cleveland mot Washington Wizards och James ledde Cleveland till deras första Sweep (vinst i fyra raka matcher). Under första omgången snittade LeBron 27,8 poäng; 7,7 assist och 8,5 returer. I andra omgången ställdes Cavaliers mot New Jersey Nets, anförda av Vince Carter och Jason Kidd, och vann med 4-2 i matcher. James snittade 25,0 poäng; 7,2 returer och 8,6 assister under den andra omgången. Genom detta avancerade Cleveland till sin första Conference finals på 15 år. I Conference finals ställdes de mot Detroit Pistons.
Cavaliers förlorade två raka matcher från början men lyckades i den tredje matchen vinna med 87-82. Under matchen satte James 32 poäng, tog 9 returer och serverade 9 assist. I den fjärde matchen gjorde han 25 poäng, tog 11 returer och gjorde 7 assist. I den femte matchen, som är en av hans bästa matcher någonsin, gjorde James 48 poäng, tog 9 returer och gav 7 assist. Av sina 48 poäng gjorde han 29 av Clevelands 30 sista poäng, alla efter under de sista sex minuterna i den fjärde perioden. Cleveland vann efter en dramatisk match och dubbla förlängningsperioder. I de två förlängningsperioderna var James den ende i sitt lag som gjorde poäng. NBA:s kritiker Marv Albert uttalade sig efter matchen: "Detta är en av de bästa prestationerna i NBA:s historia". De 48 poängen som King James gjorde är det högsta en Cleveland-spelare någonsin gjort.
I den sjätte matchen gjorde LeBron bara 20 poäng, men Cleveland vann och kunde för första gången i lagets historia avancera till finalen. Väl i finalen spelade laget dåligt och blev slagna av San Antonio Spurs i fyra raka matcher.

#### Säsongen 2007–08
LeBron James spelade även bra under denna säsong. Han var en av spelarna som hade chans att vinna MVP-priset (Most Valuable Player). I All-Star matchen gjorde LeBron 27 poäng 8 returer och nio assist. Hans lag vann och han blev utsedd till matchens MVP. Den 27 februari 2008 blev LeBron den yngsta att nå 10 000 poäng. Han snittade 30 poäng denna säsong. I slutspelet förlorade LeBron och Cleveland Cavaliers mot Paul Pierces Boston Celtics. Serien pågick till sju matcher. I sjunde matchen gjorde LeBron 45 poäng men det räckte inte för vinst.

#### Säsongen 2008–09
Även denna säsong kom LeBron James med i All-Star-laget. Det året kunde superstjärnan Kobe Bryant spela för West All-Star-laget (han var skadad 2008). East All-Star, som James spelade för, blev utklassat. I slutspelet spelade LeBron James mot Detroit Pistons i den första rundan. LeBron och Cleveland Cavaliers vann fyra raka matcher och vann serien. LeBron fick priset som ligans mest värdefulla spelare (MVP). Det räckte dock inte hela vägen utan man blev utslagna av Dwight Howards Orlando Magic, som fick möta Los Angeles Lakers i NBA-finalen. Där blev Orlando utklassade av Kobe Bryant och Los Angeles Lakers.

#### Säsongen 2009–10
Inför denna säsong hade Cleveland bytt till sig basketlegenden Shaquille O'Neal. LeBron James vann sin andra raka MVP och laget hade flest vinster i hela ligan. Det pratades mycket om att det var i år som LeBron skulle vinna NBA-mästerskapet men Cleveland åkte ut mot Boston Celtics i slutspelet.

### Miami Heat (2010–2014)

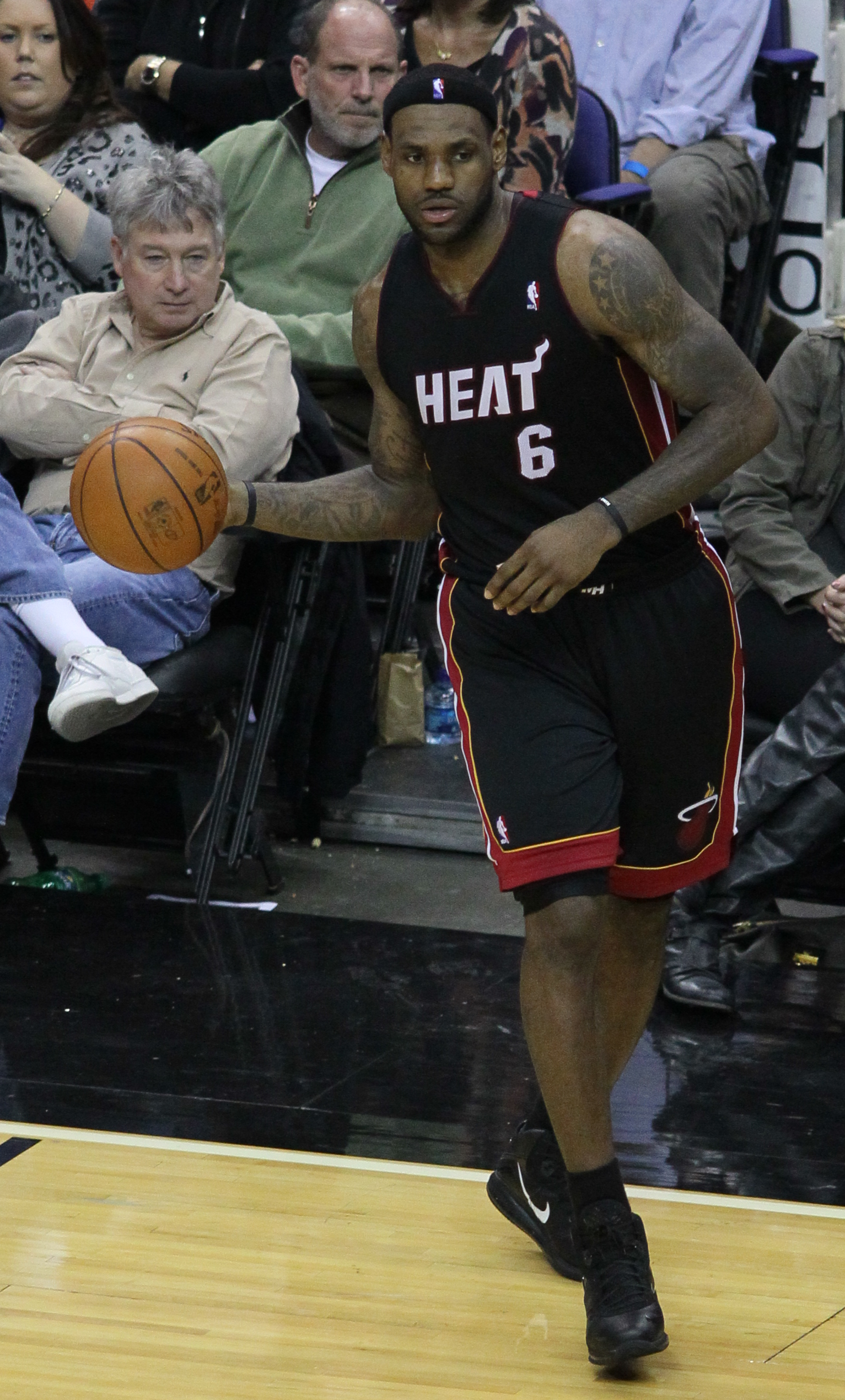
LeBron James 2010.

#### Säsongen 2010–11
Inför säsongen 2010–2011, den 1 juli 2010, stod det klart att LeBron James skulle bli en free agent. Efter många spekulationer gick James, efter en timmeslång intervju på ESPN den 8 juli, officiellt ut med att han valt att spela för Miami Heat. Miami Heat hade då redan skrivit nytt kontrakt med storstjärnan Dwyane Wade och värvat Chris Bosh, även han en av ligans bästa spelare, från Toronto Raptors. Detta väckte stor ilska hos Cleveland Cavaliers, inte bara för att de förlorade ligans bästa spelare, utan även för att han gav sitt besked till Cleveland bara minuter före intervjun på ESPN. Efter att han skrivit på för Miami fick han ta emot mycket kritik av sina gamla fans och första matchen som gäst i Cleveland krävde extra säkerhetsåtgärder. Matchen blev relativt lugn och LeBron gjorde sin bästa prestation för säsongen. LeBron avslutade säsongen med 26,7 poäng per match i snitt, som är det sämsta sedan hans rookie-säsong då hans snittade 20,9 poäng per match. Hans 26,7 poäng per match räckte ändå till en andraplats bland ligans bästa poänggörare. Vann gjorde Kevin Durant för andra året i rad. James lagkamrat Dwyane Wade blev ligans fjärde bästa poänggörare med 25,5 poäng per match. De båda gjorde 4052 poäng under säsongen, vilket är det mesta en duo någonsin gjort i Miami Heat. Miami blev näst bäst i eastern conference med 58 vinster och 24 förluster. Bäst var Chicago Bulls som vann 60 av sina 82 matcher. Efter säsongen blev LeBron inte utnämnd till ligans mest värdefulla spelare. Priset, som LeBron vann både 2009 och 2010, fick Derrick Rose. I slutspelet tog sig Miami ända till finalen, där de mötte Dallas Mavericks med den tyske megastjärnan Dirk Nowitzki i spetsen. Dallas vann finalen med 4-2 i matcher, mycket tack vare att James endast snittade 17,8 poäng i finalspelen. Det är 8,9 poäng mindre per match än vad han snittade i grundserien.

#### Säsongen 2012–13
Inför denna säsong var Miami Heat försvarande mästare och LeBron James genomförde en av sina bästa säsonger hittills, vilket ledde till att han kammade hem sin fjärde NBA Most Valuable Player Award. I februari hade James en fantastisk månad och var den första spelaren sen Kareem Abdul-Jabbar som sköt över 200 skott och satte mer än 64 procent av dem över en kalendermånad. Detta satte starten för 27 raka vinster för Miami, som är näst flest i NBA:s historia. Miami kammade hem den första platsen i Eastern Conference och slog ut både Milwaukee Bucks samt Chicago Bulls i första och andra ronden. I den tredje ronden mötte Miami Indiana Pacers och vann i en avgörande match efter att det stod 3-3 i serien. Miami mötte Tim Duncans San Antonio Spurs i finalen, som i finalerna 2006/2007 besegrade LeBrons Cavaliers. Miami vann titeln med 4-3 i matcher, efter ett underläge med 2-3 och en dramatisk sjätte match. LeBron utsågs till NBA Finals MVP och kammade hem sin andra titel.

### Cleveland Cavaliers igen (2014–2018)

#### Säsongen 2014–15
Under sommaren 2014 tog LeBron James beslutet att bli free agent, då han använde en klausul i hans kontrakt som tillät honom att hoppa av sitt kontrakt ett år innan det skulle gå ut. Den tvåfaldige NBA-mästaren blev därmed kontraktslös och valde då att återvända "hem" genom att skriva på med sin nygamla klubb Cleveland Cavaliers efter fyra år i Miami Heat. Han skrev på för 2 år, där han totalt får 42 miljoner dollar. LeBron James och hans Cleveland Cavaliers tog sig till finalen men förlorade mot Stephen Curry och hans Golden State Warriors. 

#### Säsongen 2015–16
Under säsongen 2015-16 så snittade LeBron James 25.3 poäng och vann East-ligan. Under slutspelen så utklassade Cleveland Cavaliers tillsammans med LeBron James Detroit Pistons med 4-0. I Conference Semis så mötte Cleveland Cavaliers Atlanta Hawks och slutade också med 4-0. I Conference Finals slutade det 4-2 till Cleveland Cavaliers. I finalen så mötte Cleveland Cavaliers och LeBron James regerande mästarna Golden State Warriors. Golden State Warriors var favoriterna efter ha vunnit 73 matcher i ligan och tog Chicago Bulls och Michael Jordans 72-10 rekord. Det började dåligt för LeBron och Cleveland Cavaliers som förlorade de två första matcherna på bortaplan. Under matchen i Cleveland så vann Cleveland och det stod 2-1 till Golden State Warriors. Matchen därefter var också på Clevelands hemmaplan men LeBron och hans lag kunde inte stå emot Golden State och förlorade. Det stod 3-1 till Golden State och de var klarfavoriterna till att vinna mästerskapet, dock så vaknade LeBron James till och tog sitt lag till Game 7 och lyckades där vinna i Oracle Arena på Golden States hemmaarena. De är de första i historien som kommer tillbaka ifrån en 3-1 ledning i finalen. Lebron utsågs till NBA Finals MVP och kammade hem sin tredje titel.

## Olympisk karriär
Han tog för USA guld i OS 2008 i Peking och i OS 2012 i London. Detta var USA:s trettonde basketguld i olympiska sommarspelen.

## Andra medier
LeBron James spelar sig själv i filmen Space Jam: A New Legacy från 2021.

## Privat
Den amerikanska ekonomitidskriften Forbes rankade James till att vara världens 2 538:e rikaste med en förmögenhet på 1,2 miljarder amerikanska dollar för den 23 oktober 2024.
Han är far till Bronny James.